# 100 mètres T11 masculin aux Jeux paralympiques d'été de 2024
Navigation
Tokyo 2020
L'épreuve du 100 mètres T11 masculin aux Jeux paralympiques d'été de 2024 se déroulent le 4 et le 5 septembre 2024 au Stade de France.

## Organisation

### Lieu de la compétition
Les épreuves d'athlétisme handisport qui se déroulent sur piste prennent place au Stade de France, le plus grand stade français, comprenant 75 000 places en configuration athlétisme. Il se situe dans le quartier de la Plaine Saint-Denis à Saint-Denis, dans la proche banlieue nord de Paris.

### Programme
| Date        | Horaire | Manche       |
| ----------- | ------- | ------------ |
| 4 septembre | 10 h 12 | Premier tour |
| 4 septembre | 21 h 09 | Demi-finales |
| 5 septembre | 19 h 08 | Finale       |

## Participation

### Nations participantes
| Afrique   | Amériques | Asie   | Europe  | Océanie |
| --------- | --------- | ------ | ------- | ------- |
| - Namibie |           |        | - Grèce |         |
| ? pays    | ? pays    | ? pays | ? pays  | ? pays  |

### Athlètes engagés
- Athanásios Ghavélas
- Ananias Shikongo

## Médaillés
| Or                                                      | Argent                                        | Bronze                                 |
| Athanásios Ghavélas (GRE) Guide : Ioannis Nyfantopoulos | Timothée Adolphe (FRA) Guide : Charles Renard | Di Dongdong (CHN) Guide : Lian Jiageng |

## Résultats détaillés

### Séries
Le premier de chaque série (Q) et les sept meilleurs temps (q) se qualifient pour les demi-finales.
| Rang | Couloir | Athlète                                 | Pays   | Temps   | Notes |
| ---- | ------- | --------------------------------------- | ------ | ------- | ----- |
| 1    | 7       | Timothée Adolphe Guide : Charles Renard | France | 11 s 19 | Q     |
| 2    | 5       | Ye Tao Guide : Tian Haoyu               | Chine  | 11 s 56 | q     |
| 3    | 3       | Daniel Silva Guide : Wendel Silva       | Brésil | 11 s 73 | SB    |

| Rang | Couloir | Athlète                                           | Pays                             | Temps   | Notes |
| ---- | ------- | ------------------------------------------------- | -------------------------------- | ------- | ----- |
| 1    | 5       | Athanásios Ghavélas Guide : Ioannis Nyfantopoulos | Grèce                            | 11 s 16 | Q     |
| 2    | 7       | Guillaume Junior Atangana Guide : Israel Harrison | Équipe paralympique des réfugiés | 11 s 40 | q, PB |
| 3    | 3       | Chris Kinda Guide : Riwaldo Goagoseb              | Namibie                          | 11 s 57 |       |

| Rang | Couloir | Athlète                                  | Pays    | Temps   | Notes |
| ---- | ------- | ---------------------------------------- | ------- | ------- | ----- |
| 1    | 5       | Di Dongdong Guide : Lian Jiageng         | Chine   | 11 s 24 | Q     |
| 2    | 3       | Eduardo Uceda Guide : Diego Folgado      | Espagne | 11 s 37 | q, PB |
| 3    | 5       | Gauthier Makunda Guide : Joachim Berland | France  | 12 s 06 |       |

| Rang | Couloir | Athlète                                   | Pays                | Temps   | Notes |
| ---- | ------- | ----------------------------------------- | ------------------- | ------- | ----- |
| 1    | 7       | Enderson Santos Guide : Eubrig Maza       | Venezuela           | 11 s 32 | Q     |
| 2    | 3       | Marcel Böttger Guide : Alexander Kosenkow | Allemagne           | 11 s 34 | q     |
| 3    | 5       | Joan Munar Guide : Guillermo Rojo         | Espagne             | 11 s 61 | q, PB |
| 4    | 1       | Grâce Mouambako Guide : Sharon Loussanga  | République du Congo | 12 s 07 |       |

| Rang | Couloir | Athlète                                           | Pays          | Temps   | Notes |
| ---- | ------- | ------------------------------------------------- | ------------- | ------- | ----- |
| 1    | 5       | Ananias Shikongo Guide : Even Tjiviju             | Namibie       | 11 s 39 | Q     |
| 2    | 7       | Urganchbek Egamnazarov Guide : Sardor Bakhtiyorov | Ouzbékistan   | 11 s 68 | q, PB |
| 3    | 1       | Felipe Gomes Guide : Jonas Silva                  | Brésil        | 11 s 69 |       |
| 4    | 3       | Mama Bari Guide : Klisman Semedo                  | Guinée-Bissau | 12 s 69 | SB    |

### Demi-finale
Le premier de chaque série (Q) et le meilleur temps (q) se qualifient pour la finale.
| Rang | Couloir | Athlète                                           | Pays        | Temps   | Notes |
| ---- | ------- | ------------------------------------------------- | ----------- | ------- | ----- |
| 1    | 3       | Athanásios Ghavélas Guide : Ioannis Nyfantopoulos | Grèce       | 11 s 08 | Q, SB |
| 2    | 7       | Eduardo Uceda Guide : Diego Folgado               | Espagne     | 11 s 34 | SB    |
| 3    | 5       | Marcel Böttger Guide : Alexander Kosenkow         | Allemagne   | 11 s 36 |       |
| 4    | 1       | Urganchbek Egamnazarov Guide : Sardor Bakhtiyorov | Ouzbékistan | 11 s 75 |       |

| Rang | Couloir | Athlète                                 | Pays    | Temps   | Notes |
| ---- | ------- | --------------------------------------- | ------- | ------- | ----- |
| 1    | 3       | Timothée Adolphe Guide : Charles Renard | France  | 11 s 11 | Q     |
| 2    | 5       | Ananias Shikongo Guide : Even Tjiviju   | Namibie | 11 s 18 | q, SB |
| 3    | 7       | Ye Tao Guide : Tian Haoyu               | Chine   | 11 s 50 |       |
| 4    | 1       | Joan Munar Guide : Guillermo Rojo       | Espagne | 11 s 61 | =PB   |

| Rang | Couloir | Athlète                                           | Pays                             | Temps   | Notes |
| ---- | ------- | ------------------------------------------------- | -------------------------------- | ------- | ----- |
| 1    | 3       | Di Dongdong Guide : Lian Jiageng                  | Chine                            | 11 s 13 | Q, SB |
| 2    | 5       | Enderson Santos Guide : Eubrig Maza               | Venezuela                        | 11 s 27 | =PB   |
| 3    | 7       | Guillaume Junior Atangana Guide : Israel Harrison | Équipe paralympique des réfugiés | 11 s 49 |       |
| 4    | 1       | Chris Kinda Guide : Riwaldo Goagoseb              | Namibie                          | 11 s 60 |       |

### Finale
| Rang                                   | Couloir | Athlète                                           | Pays    | Temps   | Notes |
| -------------------------------------- | ------- | ------------------------------------------------- | ------- | ------- | ----- |
| Médaille d'or, Jeux paralympiques      | 5       | Athanásios Ghavélas Guide : Ioannis Nyfantopoulos | Grèce   | 11 s 02 | SB    |
| Médaille d'argent, Jeux paralympiques  | 3       | Timothée Adolphe, Guide : Charles Renard          | France  | 11 s 05 | =SB   |
| Médaille de bronze, Jeux paralympiques | 7       | Di Dongdong Guide : Lian Jiageng                  | Chine   | 11 s 08 | SB    |
| 4                                      | 1       | Ananias Shikongo Guide : Even Tjiviju             | Namibie | 11 s 17 | SB    |